# Stegodontidae
Famille
Genres de rang inférieur
- † Stegolophodon Pohlig[1], 1888
- † Stegodon Falconer & Cautley, 1847

Les Stegodontidae constituent une famille éteinte parmi les plus grands proboscidiens ayant existé.
Ils ont vécu du Miocène moyen (Langhien) jusqu'à la fin du Pléistocène en Afrique et en Asie, de 16 Ma (millions d'années) à il y a seulement 12 000 ans pour la faune naine endémique de l'île de Florès représentée par la sous-espèce Stegodon florensis insularis,.

## Taxonomie

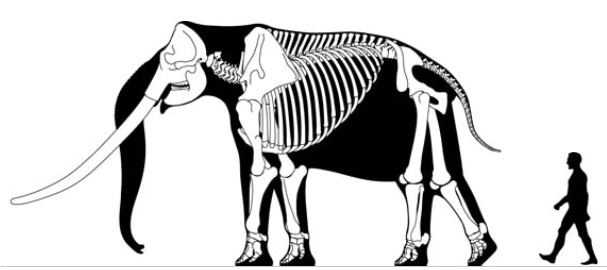
Squelette et silhouette dessinés de Stegodon zdansky de Chine
Comparaison de taille avec un humain.

Le nom de la famille a été créé par Henry F. Osborn en 1918. Elle est rattachée au Mammutoidea par Carroll en 1988 ou aux Elephantoidea par Lambert et Shoshani en 1998,.
Deux genres sont rattachés à la famille :
- genre Stegodon ;
- genre Stegolophodon.